# Mohnbukta
 (décembre 2024).

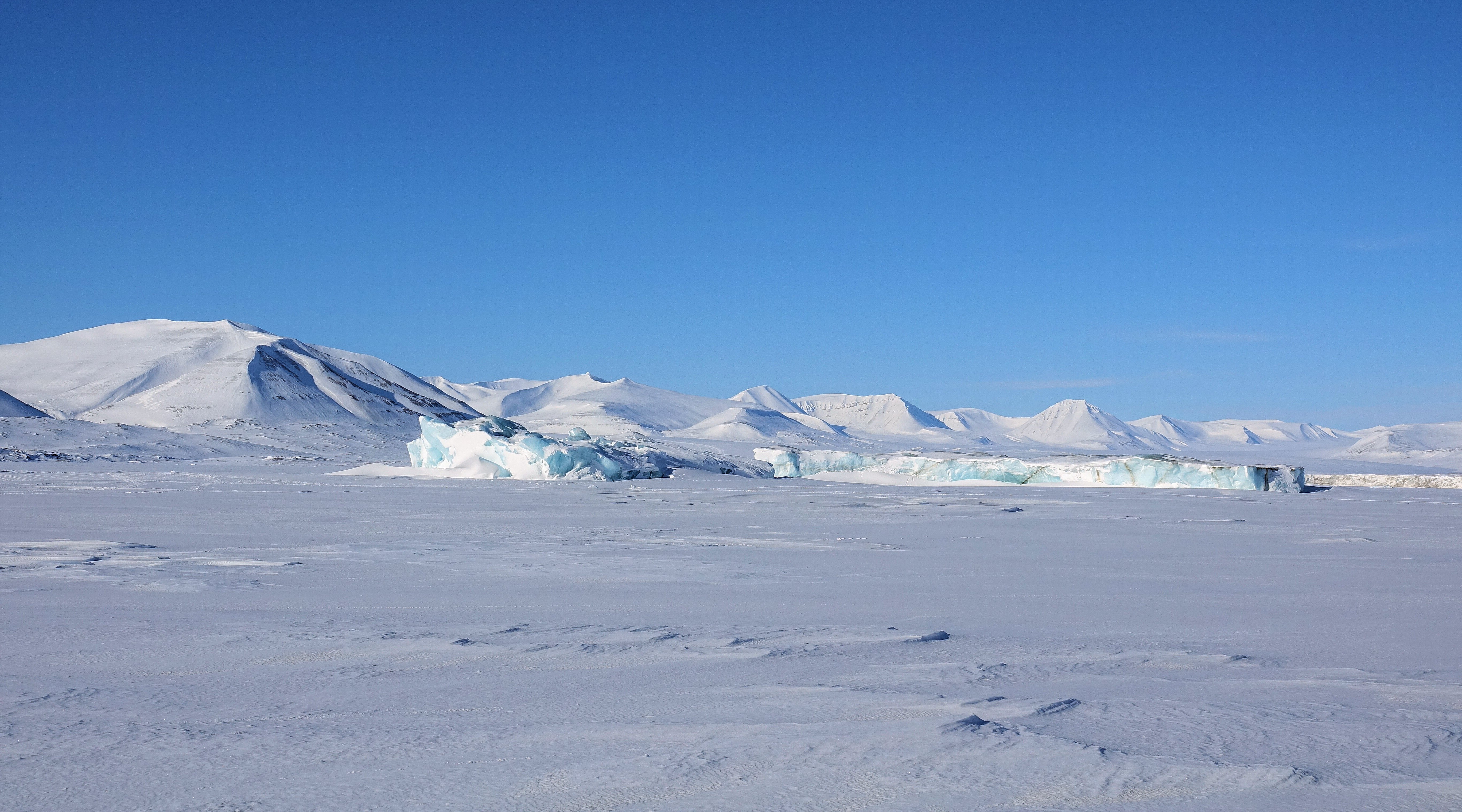
La rive ouest de Mohnbukta, Svalbard vue depuis la baie recouverte de glace.

Mohnbukta est une baie située sur la rive ouest du fjord Storfjorden dans la Terre de Sabine au Spitzberg, dans l'archipel du Svalbard. Son nom vient du météorologue norvégien Henrik Mohn. Le glacier de Hayesbreen (no) est situé au nord-ouest de la baie. À l'ouest de la baie se trouve la montagne de Kroghfjellet (« Kroghfjellet »), et au nord de la baie se trouve la montagne de Teistberget. Il s'agit d'une des côtes orientée est les plus proches de la ville de Longyearbyen. Elle est la destination de voyages touristiques en motoneige.